# Андреас Калвос
Андре́ас Ка́лвос (або Ка́львос; грец. Ανδρέας Κάλβος; квітень 1792, острів Закінф — 3 листопада 1869, Лондон) — грецький поет, один з ранніх представників (разом із Соломосом) Іонічної школи в грецькій літературі.

## Рання біографія. Творчість
Як і Соломос, Калвос народився на острові Закінф, а підлітком поїхав до Італії навчатися, бо в аристократичнах колах Іонічних островів було прийнято здобувати освіту в Італії. В італійському громадському житті того періоду набували сили ідеї бортьби проти національного поневолення, за відродження єдиної італійської держави, і юний Калвос не оминув цих впливів. Він заприятелював із видатним італійським поетом-революціонером Уго Фосколо, супроводжував його в еміграцію до Швейцарії, а пізніше до Лондона (за кордоном він заробляв на життя приватними уроками). Повернувшись до Італії 1820 року, Калвос увійшов до таємної організації карбонаріїв, але за рік знов був змушений втікати до Швейцарії. Слідкуючи звідти за подіями Грецької революції, він відгукується на них одами й 1824 року видає в Женеві збірку «Ліра» («Λύρα»). Через два роки в Парижі виходить його друга збірка — «Лірика» («Λυρικά»).
Обидві збірки містять по десять од. Їхній зміст — оспівування свободи, ідеалів громадянських чеснот, патріотичного обов'язку, непримиренність до тиранів та деспотизму, до поневолювання; роздуми про шляхи революції та її моральні уроки. Інтонація віршів емоційна, схвильована, сказати б «романтична», але над поетикою Калвоса також значно тяжіють норми класицизму. Цей просвітницький класицизм виявляється в суворій логіці думки, у влучності висловів аж до межі епіграми, у архаїзації мови.
Про мову Калвоса варто сказати окремо. Хоча за багатьма ознаками (а також формально) його творчість належить до згаданої Іонійської школи, проте він не був прихильником дімотіки, яку відстоювали «іонійці». Його вірші писані кафаревусою із домішкою закінфської говірки. Чи можна це вважати за його переконання у суперечці між прихильниками двох варіантів грецької літературної мови, чи лише за художній засіб, — питання складне: піднесеність, патетичність змісту його громадянської лірики вимагала й відповідної форми (в тому числі й лексики). Невипадково у пролозі до збірки «Ліра» він цитує давньогрецького поета Піндара, класика та найяскравішого представника хорової (громадянської) лірики античності. До цієї лексичної складності додавалася ще й ускладнена структура вірша, яку використовував Кальвос (винайдений ним самим розмір, близький до малого сапфічного віршу). Через усе це поезії Калвоса важко сприймалися сучасниками; вони були оцінені лише після його смерті.
Архаїчність словника не затьмарює живих, пристрасних інтонацій Калвосової мови. Його оди сприймаються як один суцільний гімн свободі, заклик до звільнення. Одночасно поет приділяє увагу не тільки пошуку шляхів до волі, але й застерігає співвітчизників від можливої підступності «великих» держав: адже не тільки Османська імперія, відвертий ворог греків, була серед тих, хто вирішував їхню долю, але Велика Британія, Королівство Франція, Російська імперія, які були гарантами грецької незалежності, теж мали на Балканах свої інтереси (зокрема, вони не дали згоди на приєднання до Греції таких територій, як Епір, Фессалія, Крит; Іонійські острови теж кілька років ще залишалися під британською короною).
Наскрізна для творчості Калвоса тираноборча тематика характерна як для романтизму (панівного на той час напряму в європейській літературі), так і для класицизму, який тоді вже віджив своє, а формально ця творчість нібито більш класицистична. Проте історики літератури схиляються до думки, що в цьому сплаві класицизму й романтизму, який є характерним і для Соломоса, і для Калвоса, романтизм все ж таки домінує і виконує (як і в деяких інших літературах країн Центральної та Східної Європи) частину функцій Просвітництва (яке повною мірою, як окрема епоха, не відбулося в цих країнах).

## Кінець літературної діяльності. Решта життя
Опублікувавши збірку «Лірика», Калвос 1826 року їде до революційної Греції, маючи намір безпосередньо взяти участь у боротьбі. Але незабаром він переїжджає до Керкіри (де панувала британська адміністрація, а турецької влади ніколи не було; отже, не було й революційних подій). Там він викладає в Іонійському університеті, публікує по місцевих газетах фейлетони, критичні статті, філософські есеї, але не бере активної участі ані в політичному, ані в культурному житті.
1852 року він несподівано вирушає до Великої Британії, там одружується (вдруге); відкриває приватний жіночий ліцей. Від 1826 року яж до самої смерті в 1869 році він не опублікував жодного поетичного рядка.
Причини такого раптового й остаточного розриву із творчістю називають різні. З одного боку, мала відіграти свою роль особиста вдача Калвоса, людини від природи замкнутої (можливо, в цьому почасти винні складні обставини його дитинства: батьки рано розлучилися, Андреас залишився з батьком, а той мав авантюрну вдачу, і жити з ним було важко). З іншого боку, великі сподівання, з якими поет їхав до Греції в добу бурхливих революційних перетворень, не зовсім виправдали себе. Національно-визвольна революція перемогла, але її здобутками значною мірою скористалися інші, а на грецький народ чекали великі розчарування. За рішенням Лондонської конференції (1830—1831) територіальна цілісність Греції була дуже обмежена, жорстко обумовлена форма правління (монархія), та й монарх був «імпортований» — баварський принц Оттон. Демократичні перетворення не було здійснено; багато хто сприймав існуючий режим як окупаційний. Розчарування в наслідках революції мало тоді загальнонаціональний характер і, зокрема, негативно вплинуло на розвиток красного письменства (пригадаймо, що й Соломос в цей період не закінчив жодного зі своїх розпочатих великих творів). Не дивно, що зіткнення з такою реальністю не виправдало сподіванок вразливого та палкого поета й спричинилося до його довічної мовчанки.

## Українські переклади
Переклад уривку з оди «Океан» надруковано в «Літературній Україні» 11 червня 1971 (№ 46, с. 4, перекладач — В. Забаштанський).
Переклад оди «Посвята Сулі» надруковано в згаданій нижче антології «Новогрецька література». Перекладач — А. Савенко. Ось уривок з цієї оди.
|                                         | Густим натовпом пропливають, мов туман сивий, переді мною сотні тисяч душ померлих; їхні руки ще й досі землю зрошують кров'ю. Беззаконники, що за ворога собі обрали хрест. Їх проводить ангел, на чолі ясніє нетлінному вирок, меч вогняний тримає у карній десниці. Ось, по десятках, строєм, пролітають над нивами греків тіні легкі, розливаючи світло, виблискують, мов проміння вранішнє сонця. Несе хрест із пальмовим віттям крилатий посланець господній, що очолює їхній лад бойовий, славословлячи, підіймаються понад хмарами. |
| — Андреас Калвос, Посвята Сулі (уривок) | |